# 李容來
李 容來（イ・ヨンネ、이용래、1986年4月17日 - ）は、韓国出身の同国代表サッカー選手。Kリーグ・大邱FC所属。ポジションはミッドフィールダー。
左足のスペシャリストであり、フリーキックなど得意とする。

## 経歴
2002年に新しく生まれ変わった優秀選手海外留学プログラムの第1期生としてフランスのFCメスに1年間の留学を果たしたが、プロ契約を勝ち取ることができず帰国。その後は高麗大学校に進学。卒業後はドラフト外となる「番外指名選手」として慶南FCに入団。年俸は1200万ウォン（約88万円）。
リーグが始まるとレギュラーポジションを勝ち取り1年目から6ゴール6アシストの大活躍を見せた。その後も安定した活躍を見せると慶南時代の監督で現韓国代表監督の趙広来が負傷中であった金正友の代わりに代表に招集。2010年12月30日にアブダビで行われたシリア代表との親善試合で代表デビューを飾った。
AFCアジアカップ2011でもレギュラーポジションを与えられ準々決勝のイラン代表との試合では、この試合のMVPにも選ばれた。
2013年は負傷により全く試合に出場できなかった。2014年より兵役のため安山警察サッカー団に所属。
2018年、タイのチェンライ・ユナイテッドFCへ移籍。

## 個人成績
| 国内大会個人成績 | 国内大会個人成績   | 国内大会個人成績 | 国内大会個人成績 | 国内大会個人成績 | 国内大会個人成績 | 国内大会個人成績 | 国内大会個人成績 | 国内大会個人成績 | 国内大会個人成績 | 国内大会個人成績 | 国内大会個人成績 |
| 年度             | クラブ             | 背番号           | リーグ           | リーグ戦         | リーグ戦         | リーグ杯         | リーグ杯         | オープン杯       | オープン杯       | 期間通算         | 期間通算         |
| 年度             | クラブ             | 背番号           | リーグ           | 出場             | 得点             | 出場             | 得点             | 出場             | 得点             | 出場             | 得点             |
| 韓国             | 韓国               | 韓国             | 韓国             | リーグ戦         | リーグ戦         | リーグ杯         | リーグ杯         | FA杯             | FA杯             | 期間通算         | 期間通算         |
| ---------------- | ------------------ | ---------------- | ---------------- | ---------------- | ---------------- | ---------------- | ---------------- | ---------------- | ---------------- | ---------------- | ---------------- |
| 2009             | 慶南FC             | 9                | Kリーグ          | 26               | 6                | 4                | 0                | 2                | 0                | 32               | 6                |
| 2010             | 慶南FC             | 9                | Kリーグ          | 27               | 4                | 5                | 0                | 1                | 0                | 33               | 4                |
| 2011             | 水原三星           |                  | Kリーグ          | 28               | 0                | 0                | 0                | 3                | 0                | 31               | 0                |
| 2012             | 水原三星           |                  | Kリーグ          |                  |                  |                  |                  |                  |                  |                  |                  |
| 2013             | 水原三星           |                  |                  |                  |                  |                  |                  |                  |                  |                  |                  |
| 2014             | 安山警察サッカー団 |                  |                  |                  |                  |                  |                  |                  |                  |                  |                  |
| 2015             | 安山警察サッカー団 |                  |                  |                  |                  |                  |                  |                  |                  |                  |                  |
| 2016             | 水原三星           |                  |                  |                  |                  |                  |                  |                  |                  |                  |                  |
| 通算             | 韓国               | 韓国             | Kリーグ          | 156              | 16               |                  |                  |                  |                  |                  |                  |
| 総通算           | 総通算             | 総通算           | 総通算           | 156              | 16               |                  |                  |                  |                  |                  |                  |

## 代表歴

### 出場大会など
- U-17韓国代表
  - 2003年 - 2003 FIFA U-17世界選手権
- 韓国代表
  - 2011年 - AFCアジアカップ2011

## 所属クラブ
ユース経歴
- 儒城バイオサイエンステクノロジー高校  2002
- FCメス  2002-2003
- 儒城バイオサイエンステクノロジー高校  2003-2004
- 高麗大学校  2005-2008

プロ経歴
- 慶南FC  2009-2010
- 水原三星ブルーウィングス  2011-2017
  - 安山警察サッカー団（兵役）  2014-2015
- チェンライ・ユナイテッドFC  2018-2020
- 大邱FC 2021-